# Haematopota italica
Haematopota italica är en tvåvingeart som beskrevs av Johann Wilhelm Meigen 1804. Haematopota italica ingår i släktet Haematopota och familjen bromsar. Arten är reproducerande i Sverige. Inga underarter finns listade i Catalogue of Life.

## Bildgalleri

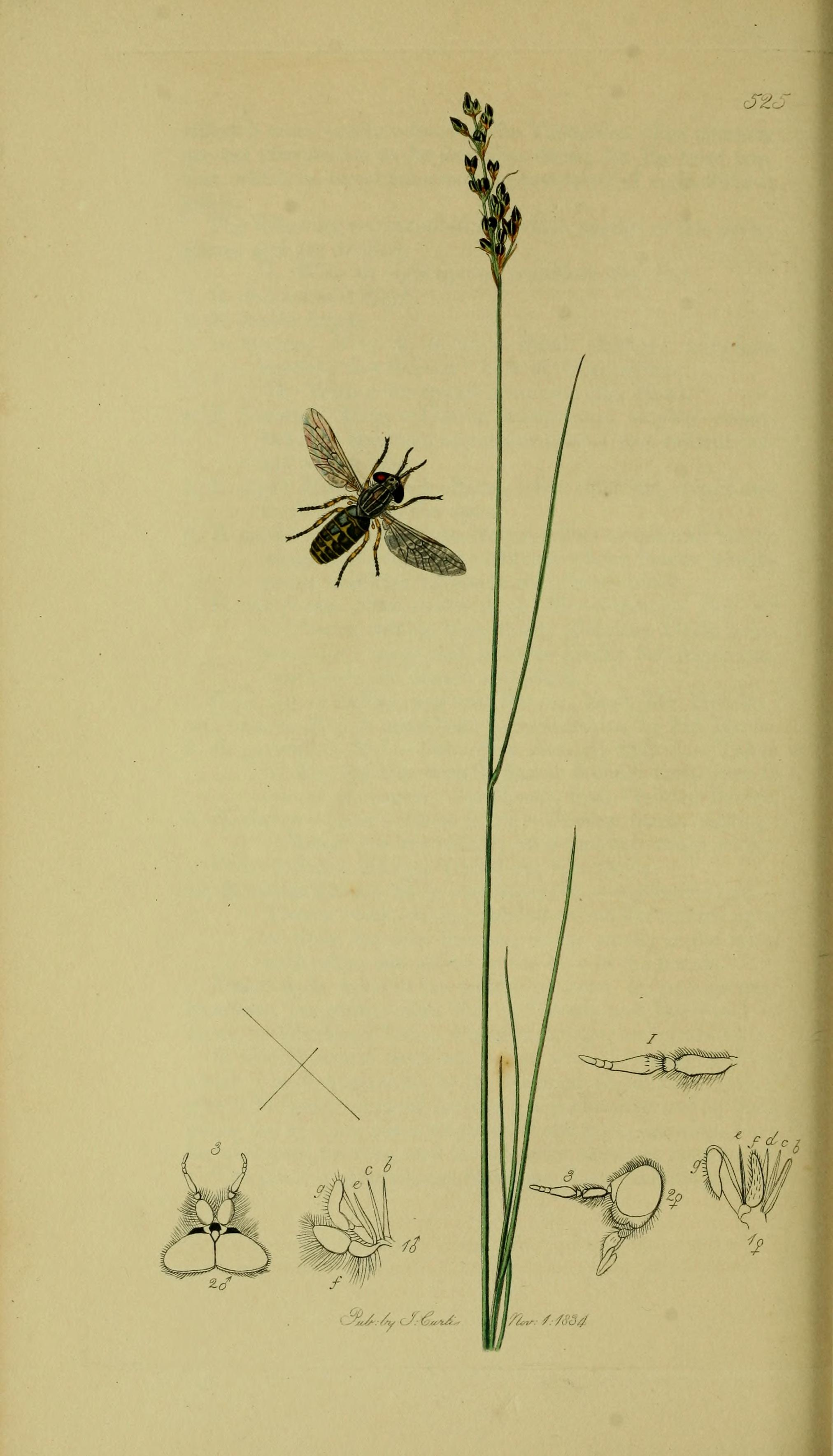